# 莫伊瑟尔维茨
莫伊瑟尔维茨（德語：Meuselwitz，發音：[ˈmɔʏzlˌ̩vɪts] ⓘ）是德国图林根州阿尔滕堡地区县的城市，面积53.66平方千米，2023年12月31日人口为10,079人。